# Robert Sturua
Robert Sturua (gruzínsky რობერტ სტურუა) (* 31. července 1938 Tbilisi) je gruzínský divadelní režisér.
Vystudoval Tbiliskou divadelní univerzitu, kde byl jeho pedagogem Michail Tumanašvili. V roce 1962 nastoupil do Rustaveliho divadla, kde se stal roku 1979 hlavním režisérem. Vytvořil novátorské inscenace Čarodějek ze Salemu Arthura Millera, Kavkazského křídového kruhu Bertolta Brechta, Lamary Grigola Robakidzeho, Čekání na Godota Samuela Becketta a hry Život je sen Calderóna de la Barca. Obzvláště uznávané byly Sturuovy interpretace děl Williama Shakespeara, kterých vytvořil sedmnáct. Jeho ztvárnění Richarda III., v němž ztvárnil titulní roli Ramaz Čchikvadze, získalo mezinárodní ohlas jako brilantní alegorie totalitního režimu. Hamleta s Alanem Rickmanem, jehož Sturua režíroval v londýnském Riverside Studios, zařadila International Shakespeare Association mezi deset nejlepších shakespearovských inscenací posledních padesáti let. Sturua také pohostinsky režíroval v Kyjevě, Saarbrückenu, Ankaře, Athénách, Edinburghu, Buenos Aires a Bologni.
Spolupracoval s hudebním skladatelem Gijou Kančelim a scénografem Georgim Alexi-Meschišvilim. Objevil se také ve vedlejší roli filmu Otara Ioselianiho Žil zpívající drozd. Je autorem divadelních her Variace na současné téma a Obvinění. Byla mu udělena Státní cena SSSR, titul národního umělce a Řád cti.
Patřil k silným kritikům prezidenta Michaila Saakašviliho. V roce 2011 prohlásil, že Saakašvili je ve skutečnosti Armén a proto by neměl vládnout v Gruzii. Ministr kultury Nika Rurua označil tento výrok za xenofobní a odvolal Sturuu z funkce uměleckého ředitele národního divadla. Sturua pak odešel do Moskvy, kde působil v Divadle Et Cetera. Po odchodu Saakašviliho z funkce se vrátil do Gruzie a založil vlastní divadlo Fabrika. 
Je synem malíře Roberta Sturuy. Jeho manželka Dudana je anglistka, mají dva syny. 